# Секреты на кухне
«Секре́ты на ку́хне» (англ. Kitchen Confidential) — американский ситком с Брэдли Купером в главной роли, стартовавший 19 сентября 2005 года на телеканале Fox. Сериал основан на книге Энтони Бурдена «О еде: строго конфиденциально» (англ. Kitchen Confidential: Adventures in the Culinary Underbelly).
После того, как в эфир Fox вышли первые три эпизода, было объявлено, что сериал уходит на перерыв из-за трансляций главной лиги бейсбола. В ноябре 2005 года Fox объявил, что только 13 серий сериала будут сняты, так как рейтинг каждой серии составлял около 4 млн зрителей. Шоу вернулось 5 декабря 2005 года с четвёртым эпизодом, который посмотрели только 3,38 млн зрителей. Четыре дня спустя Fox закрыл телешоу.

## Сюжет
Джек Бурден, гениальный шеф-повар и бывший наркоман и пьяница, получает работу в престижном ресторане «Нолита», где ему разрешается делать всё что угодно. Он набирает команду из своих друзей и талантливых поваров и готов сделать всё, чтобы «Нолита» процветала.

## Актёры и персонажи

### Основной состав
- Брэдли Купер — Джек Бурден, главный шеф-повар.
- Николас Брендон — Сет Ричман, кондитер.
- Джон Фрэнсис Дейли — Джим, молодой шеф-повар.
- Джейми Кинг — Таня, хостес.
- Бонни Сомервилл — Мими, главная официантка.
- Оуайн Йомен — Стивен Дедалус, су-шеф.

### Второстепенный состав
- Джон Чо — Тедди Вонг, шеф-повар по морепродуктам.
- Фрэнк Ланджелла — Пино, владелец «Нолиты».
- Сэм Панкейк — Кэмерон, официант.
- Тесси Сантьяго — Донна, официантка.
- Эринн Хейс — Бекки Шарп, шеф-повар.
- Фрэнк Альварез — Рамон, посудомойщик.

## Эпизоды
| №  | Название                                            | Режиссёр         | Автор сценария                      | Дата премьеры     | Произв. код |
| -- | --------------------------------------------------- | ---------------- | ----------------------------------- | ----------------- | ----------- |
| 1  | «Exile on Main Street» «Изгнание на Мейн-стрит»     | Даррен Стар      | Дэвид Хэмингсон                     | 19 сентября 2005  | 1AKT79      |
| 2  | «Aftermath» «Последствия»                           | Даррен Стар      | Дэвид Хэмингсон                     | 26 сентября 2005  | 1AKT01      |
| 3  | «Dinner Date with Death» «Ужин со смертью»          | Майкл Спиллер    | Джошуа Стернин и Джеффри Вентамилья | 3 октября 2005    | 1AKT02      |
| 4  | «French Fight» «Французская война»                  | Генри Чан        | Дэн Стерлинг                        | 5 декабря 2005    | 1AKT09      |
| 5  | «You Lose, I Win» «Ты проиграешь, я выиграю»        | Виктория Хочберг | Стейси Трауб                        | Не транслировался | 1AKT06      |
| 6  | «Rabbit Test» «Кроличий тест»                       | Денни Гордон     | Джошуа Стернин и Джеффри Вентамилья | Не транслировался | 1AKT07      |
| 7  | «The Robbery» «Ограбление»                          | Фред Сэвидж      | Лесли Уэйк Вебстер                  | Не транслировался | 1AKT05      |
| 8  | «Teddy Takes Off» «Тедди уходит»                    | Майкл Спиллер    | Дэн Стерлинг                        | Не транслировался | 1AKT04      |
| 9  | «Let's Do Brunch» «Давайте устроим завтраки»        | Виктор Нелли мл. | Ричард Аппел                        | Не транслировался | 1AKT08      |
| 10 | «Praise Be Praise» «Похвала будет похвалой»         | Питер Лоэр       | Ричард Аппел                        | Не транслировался | 1AKT03      |
| 11 | «An Affair to Remember» «Интрижка, чтобы запомнить» | Лев Л. Спиро     | Лесли Уэйк Вебстер                  | Не транслировался | 1AKT10      |
| 12 | «Power Play» «Сильная игра»                         | Мэтт Шекман      | Стейси Трауб                        | Не транслировался | 1AKT11      |
| 13 | «And the Award Goes to...» «И награду получает...»  | Лев Л. Спиро     | Карин Розенталь и Дин Лопата        | Не транслировался | 1AKT12      |

## Релиз на DVD
22 мая 2007 года компания 20th Century Fox выпустила диск «Секреты на кухне: Все серии» (англ. Kitchen Confidential: The Complete Series) на DVD в регионе 1. Двухдисковое издание содержит все 13 эпизодов, также как и аудиокомментарии Карин Розенталь, Дэвида Хэмингсона, Брэдли Купера и Дина Лопата. Также издание включает два дополнения: «Экскурсия по ресторану „Нолита“» (англ. A Tour of the Nolita Restaurant) и «Рецепт комедии» (англ. A Recipe for Comedy).